# فرار از زندان (مجموعه تلویزیونی)
فرار از زندان (انگلیسی: Prison Break)، یک مجموعهٔ تلویزیونی درام آمریکایی ساختهٔ پل شیورینگ است. این سریال از اوت ۲۰۰۵ تا می ۲۰۱۷ در قالب پنج فصل و توسط شبکه رسانه‌ای فاکس پخش شد. داستان آن در مورد دو برادر است؛ به نام‌های مایکل اسکافیلد و لینکلن باروز که یکی از آن‌ها یعنی لینکلن باروز که به خاطر جرمی که هرگز مرتکب نشده، به مرگ محکوم شده‌ و در زندان به سر می‌برد. دیگری یعنی مایکل برای نجات برادر خود نقشه‌ای استادانه می‌کشد و خود را وارد زندان می‌کند تا او را نجات دهد. مت اولمستد، کوین هوکس، مارتی آدلستین، دان پاروز، نیل اچ. موریتز و برت رتنر سازندگان اختصاصی این سریال هستند. همچنین برت رتنر کارگردان اولین قسمت این مجموعه بود. موسیقی این سریال را رامین جوادی ساخت و در سال ۲۰۰۶، ‌نامزد دریافت جایزه امی بهترین موسیقی متن شد. همچنین سریال فرار از زندان برنده جایزه بهترین سریال درام در جوایز برگزیده مردم سال ۲۰۰۶ شد.
شبکه رسانه‌ای فاکس ابتدا در سال ۲۰۰۳ به دلیل نگرانی از طولانی شدن این مجموعه، ساخت این سریال را قبول نکرد. به دنبال موفقیت سریال‌های لاست و ۲۴، فاکس تصمیم گرفت تا کار تولید را در سال ۲۰۰۴ شروع کند. فصل اول سریال با نظر مثبت بینندگان روبرو شد و نمرهٔ بالایی گرفت. قرار بود فصل اول ۱۳ قسمت داشته باشد، ولی با توجه به محبوبیت سریال، ۹ قسمت دیگر به آن اضافه شد. فرار از زندان در چندین جشنواره و در زمینه‌های مختلف نامزد دریافت جایزه‌های بسیاری شده‌است. در سال ۲۰۰۶، این مجموعه موفق به کسب جایزه بهترین سریال درام از نگاه مردم شد. در سال ۲۰۰۵، فرار از زندان جایزهٔ گلدن گلوب بهترین مجموعهٔ تلویزیونی درام را از آن خود کرد. هر ۵ فصل این سریال بر روی دی‌وی‌دی به بازار عرضه شده‌است و در ژوئیه ۲۰۰۹، دو قسمت اضافی به نام فرار نهایی منتشر شد.
در ژوئن ۲۰۱۵ اعلام شد که فاکس در صدد است ادامه این مجموعه را به صورت یک مینی‌سریال با قسمت‌های مشخص بسازد. در اوت ۲۰۱۵ اعلام شد که این مینی‌سریال ۹ قسمتی برای پخش در سال ۲۰۱۷ از فاکس آماده شد و پخش آن از چهارم آوریل آغاز و در سی‌اُم می به پایان رسید. در ۴ ژانویه ۲۰۱۸، فاکس به‌طور رسمی اعلام کرد که فصل ششم این مجموعه در مرحله پیش‌تولید است. با این حال، در اوت ۲۰۱۹، فاکس اعلام کرد که هیچ برنامه‌ای برای احیای فرار از زندان ندارد. و میلر در اواخر سال ۲۰۲۰ اعلام کرد که هیچ برنامه‌ای برای بازگشت به سریال ندارد. در اواخر سال ۲۰۲۳ دمنیک پرسل در پست اینستاگرامی خود اعلام کرد که فصل ۶ این سریال بدون حضور بازیگران فصل قبل درحال ساخت است و بزودی منتشر میشود.

## نمای کلی مجموعه
| فصل             | قسمت‌ها          | قسمت‌ها          | تاریخ اصلی روی آنتن رفتن | تاریخ اصلی روی آنتن رفتن |
| فصل             | قسمت‌ها          | قسمت‌ها          | اولین بار                | آخرین بار                |
| --------------- | --------------- | --------------- | ------------------------ | ------------------------ |
| ۱               | ۲۲              | ۲۲              | ۲۹ اوت ۲۰۰۵              | ۱۵ مه ۲۰۰۶               |
| ۲               | ۲۲              | ۲۲              | ۲۱ اوت ۲۰۰۶              | ۲ آوریل ۲۰۰۷             |
| ۳               | ۱۳              | ۱۳              | ۱۷ سپتامبر ۲۰۰۷          | ۱۸ فوریه ۲۰۰۸            |
| ۴               | ۲۲              | ۲۲              | ۱ سپتامبر ۲۰۰۸           | ۱۵ مه ۲۰۰۹               |
| The Final Break | The Final Break | The Final Break | ۲۷ مه ۲۰۰۹               | ۲۷ مه ۲۰۰۹               |
| ۵               | ۹               | ۹               | ۴ آوریل ۲۰۱۷             | ۳۰ مه ۲۰۱۷               |

### فصل اول
فصل اول مربوط به نجات لینکلن باروز از زندان است. وی به اتهام قتل برادر معاون رئیس‌جمهور ترنس استیدمن به مرگ محکوم شده بود، در حالی که او واقعاً این کار را انجام نداده‌است. او در زندان ایالتی فاکس ریور، منتظر فرارسیدن روز اجرای حکمش است. برادر او مایکل اسکافیلد که یک نابغه و مهندس سازه است، نقشه‌ای برای فرار لینکلن طراحی می‌کند. مایکل دست به یک جرم می‌زند تا به زندان فاکس ریور برود. در زندان او برای راه پیدا کردن به درمانگاه، ادعا می‌کند که دیابت نوع یک دارد و با دکتر سارا تانکردی آشنا می‌شود. هم‌زمان وکیل و معشوقهٔ سابق لینکلن، یعنی ورونیکا داناوان که یک وکیل است، دوباره تحقیقاتش را شروع می‌کند تا بی‌گناهی لینکلن را اثبات کند. مشخص می‌شود که سازمان برای لینکلن پاپوش درست کرده‌است. پدر لینکلن و مایکل سال‌ها پیش برای سازمان کار می‌کرده و بعد از خروجش از سازمان علیه آن‌ها کار می‌کند. به همین دلیل سازمان برای انتقام، این کار را کرده‌است. مایکل و لینکلن به همراه شش زندانی دیگر، فرناندو سوکره، تئودور تی بگ بگول، بنجامین مایلس فرانکلین، جان آبروزی، دیوید آپولسکیس توئینر و چارلز هیوایر پاتوشیک در قسمت آخر این فصل، از زندان می‌گریزند لینکلن بردار تنی مایکل نیست.

### فصل دوم
فصل دوم، هشت ساعت پس از فرار آغاز می‌شود. هشت فراری تقریباً از هم جدا شده‌اند و هر کدام به دنبال اهداف خود می‌روند. براد بلیک که افسر نگهبان زندان بود، از کارش اخراج می‌شود و بعد از این به دنبال فراری‌ها می‌رود تا با دستگیری آن‌ها پولی به جیب بزند. همچنین ورونیکا که استیدمن را در بلکفوت مونتانا پیدا کرده‌است، توسط افراد سازمان کشته می‌شود. چند نفر از این فراری‌ها به دنبال گنج ۵ میلیون دلاری چارلز وستمورلند می‌روند که او آن را چندین سال پیش زیر خاک پنهان کرده‌است. الکساندر ماهون مأمور اف‌بی‌آی است که از طرف سازمان مأمور می‌شود تا مایکل و برادرش را که به دنبال سرنگونی رئیس‌جمهور فعلی (همان معاون رئیس‌جمهور و یکی از اعضای سازمان) هستند را متوقف سازد. او همچنین باعث کشته شدن توئینر، جان آبروزی و هیوایر می‌شود. مایکل به راز ماهون که خلافکاری به نام اسکار شَلِز را در باغچهٔ خانهٔ خود دفن کرده بود، پی می‌برد و از او می‌خواهد که آن‌ها را تعقیب نکند ولی ماهون نمی‌پذیرد. همچنین سازمان، پدر سارا را (فرانک تانکردی، فرماندار شیکاگو) به قتل می‌رساند. به دنبال این، سارا به مایکل و لینکلن می‌پیوندد تا با هم علیه رئیس‌جمهور کار کنند. مایکل و لینکلن توسط ماهون دستگیر شده و به کمک کلرمن از دست پلیس‌ها فرار می‌کنند. پل کلرمن، از مأموران سابق سازمان، به آن‌ها می‌پیوندد. همچنین سی نوت دستگیر می‌شود و به ازای برملا کردن حقایق علیه ماهون آزاد می‌شود. برادران به همراه سارا، تی‌بگ، سوکره، بلیک و ماهون به پاناما می‌روند و در آن‌جا مایکل قتل وی‌ل کیم (که سارا مرتکب آن شد) را گردن گرفته و به همراه ماهون، بگول و بلیک به زندان سونا می‌رود.

### فصل سوم
در فصل سوم، مایکل باید نقشه‌ای برای فرار از زندان سونا طراحی کند. سازمان ال‌جی (پسر لینکلن) و سارا را گروگان می‌گیرد و او را مجبور می‌کند تا جیمز ویسلر را که یکی از اعضای سازمان است، از آن زندان فراری دهد. گرچن مورگان مأمور سازمان است که کارهای این دو برادر را دنبال می‌کند. سوکره نیز به پاناما می‌آید و در فرار به مایکل کمک می‌کند. به دلیل تأخیر در فرار، گرچن یک سر نشان لینکلن می‌دهد و ادعا می‌کند که او سارا را کشته‌است. لینکلن به همراه سوفیا (دوست دختر جیمز ویسلر) به مایکل در راه فرار کمک می‌کنند. اولین نقشهٔ مایکل برای فرار شکست می‌خورد. مایکل با کمک لچرو (رئیس زندان سونا) نقشه‌ای دیگر طراحی می‌کند. مایکل با طراحی نقشه‌ای زیرکانه چندین زندانی را که می‌خواهند فرار کنند، تئودور بگول، بردلی بلیک و لچرو را فریب می‌دهد و خودش به همراه ماهون، ویسلر و یک پسر نوجوان (مک گریدی) از زندان می‌گریزند. همچنین سوکره بعد از فرار به دلیل هویت جعلی و کمک نکردن به پلیس پاناما برای دستگیری مایکل به زندان سونا می‌افتد. در آخر ال جی و ویسلر معاوضه می‌شوند. سوفیا به دلیل اینکه ویسلر به او نگفته بود که همکار سازمان است، او را ترک، و با لینکلن زندگی می‌کند.

### فصل چهارم
در فصل چهارم مشخص می‌شود که زندانیان سونا شورش کرده‌اند و سوکره به همراه تی‌بگ و بلیک از آن‌جا گریخته‌اند. همچنین مشخص می‌شود که سارا زنده است. در این فصل دان سلف که یکی از مأموران امنیت ملی است، از مایکل و دوستانش می‌خواهد که دستگاهی به نام سیلا را پیدا، سازمان را نابود و آزادی خودشان را تضمین کنند. در طول این فصل مایکل و همراهانش به دنبال این دستگاه هستند و بلیک نیز در این راه، جان خود را از دست می‌دهد. در آخر آن‌ها سیلا را به دست می‌آورند و رئیس و همه اعضای سازمان دستگیر می‌شوند. همچنین مشخص می‌شود مادر مایکل، کریستینا اسکافیلد زنده است و در طول این سال‌ها برای سازمان کار می‌کرده‌است. او می‌خواهد سیلا را از چنگ مایکل در بیاورد اما در پایان فصل توسط سارا کشته می‌شود.
در دو قسمت پایانی سریال پس از پیدا شدن سیلا و انحلال سازمان، مایکل و سارا با هم ازدواج می‌کنند و همه به رقص و پایکوبی مشغول می‌شوند تا اینکه پلیس سارا را به جرم قتل کریستینا اسکافیلد دستگیر می‌کند. مدرکی موجود نیست که قتل او دفاع از خود بوده و به احتمال زیاد سارا محکوم خواهد شد. به همین علت مایکل نقشه‌ای برای فراری دادن او از زندان می‌ریزد و در هنگام اجرای این نقشه، مایکل توسط برق کشته می‌شود. او آزمایش‌های پزشکی خود را که نشان دهنده مرگ احتمالی وی تا سه ماه دیگر است، برای سارا و برادرش کنار گذاشته بود تا آن‌ها را بخوانند و همچنین فیلمی را که از خود ضبط کرده بود به الکس ماهون داده‌است تا آن را به سارا و برادرش بدهد تا علت کار او را درک کنند.
سکانس آخر این سریال، چهار سال بعد را نشان می‌دهد که سوکره، ماهون، لینکلن به همراه پسر و همسر جدیدش و سارا به همراه فرزندی که از مایکل به دنیا آورده، در پاناما زندگی می‌کنند. سارا نام فرزندش را نیز مایکل گذاشته‌است.

### تله‌فیلم
- فرار از زندان: فرار نهایی

### فصل پنجم
در فصل پنجم مشخص می‌شود که مایکل زنده است و در زندانی به نام اوگاجیا در یمن زندانی شده و نام او به «کنیل اوتیس»، تروریست وابسته به داعش تغییر داده شده‌است. لینکلن پس از اطلاع از ماجرا، به همراه سی-نوت -که مسلمان شده- به یمن -که درگیر جنگ داخلی با داعش شده- سفر می‌کند تا مایکل را نجات دهد. مایکل در اواخر دوران حبسش در زندان، موفق می‌شود که پس از هفت سال با سارا -همسرش، که اکنون با جیکوب ازدواج کرده- ارتباط برقرار کند. مایکل پس از فرار، ابو رمال را -که رهبر داعش در یمن بوده- به دلیل گروگان گرفتن او و لینکلن و همچنین دو فراری دیگر -به نام‌های جا و ویپ - از زندان را بکشد. به همین عنوان، به عنوان قاتلان ابو رمال شناخته شده و تحت تعقیب قرار می‌گیرند. در میان صحبت‌های مایکل و لینکن مشخص می‌شود که کلرمن صلاحیتی برای تبرئه افراد گروه را نداشته و مایکل برای آزادی خانواده‌اش مجبور شده بوده تا با فردی به نام «پوسایدون» همکاری، و مرگ خود را جعل کند. در این مدت پوسایدون به وی اجازه ارتباط به هیچ‌کدام از افراد خانواده‌اش را نداده بوده‌است.
لینکن، جا و ویپ به منطقه‌ای خودمختار در یمن می‌روند که داعش در آنجا مستقر نیست و در حین رفتن مایکل مسموم می‌شود. پس از آن جا تصمیم به ماندن می‌گیرد و لینکن و مایکل به همراه ویپ به سمت یونان می‌روند. سارا برای مداوای مایکل به یونان می‌رود و او را درمان می‌کند. پس از آن برای سفر به آمریکا به فرانسه و سپس به آمریکا برمی‌گردد اما مایکل همچنان با نام «کانیل اوتیس» تحت تعقیب است.
در دو قسمت پایانی پوسایدون (جیکوب)، سارا را در زیرزمین خانه زندانی می‌کند و پس از آن مایک (پسر مایکل) به دست پوسایدون افتاده و او متواری می‌شود. سپس مشخص می‌شود که ویپ پسر تی‌بگ بوده‌است. تی‌بگ و پسرش (ویپ) به مایکل می‌پیوندند و مایکل از او می‌خواهد که پوسایدون را برای حفظ جان او و پسرش بکشد. تی‌بگ این پیشنهاد را قبول می‌کند. پوسایدون به شستشوی مغزی مایک می‌پردازد.
در حین ملاقات پوسایدون زودتر اف‌بی‌آی را خبر کرده‌است و ملاقات تشدید می‌شود. در این زمان پسر تی‌بگ کشته می‌شود و اندکی بعد به علت کشتن یکی از افراد پوسایدون دستگیر می‌شود. در همین حال سارا و لینک، مایک را پیدا، و مایکل را باخبر می‌کنند. وی پوسایدون را فریب داده و فرار می‌کند، در حین فرار اوضاع را طوری جلوه می‌دهد که پوسایدون مجبور به شلیک به او می‌شود (فشنگ مشقی). آن‌ها سپس همگی دستگیر می‌شوند و مایکل از مدارکی برای افشای هویت پوسایدون استفاده می‌کند. پس از آن هویت اصلی پوسایدون آشکار شده، مایکل نام و هویت سابق‌اش را پس می‌گیرد و فردی آزاد تلقی می‌شود.

## شخصیت‌ها
دو قهرمان این داستان، مایکل اسکافیلد و لینکلن باروز، تنها شخصیت‌هایی هستند که در همهٔ قسمت‌های این سریال حضور داشته‌اند.

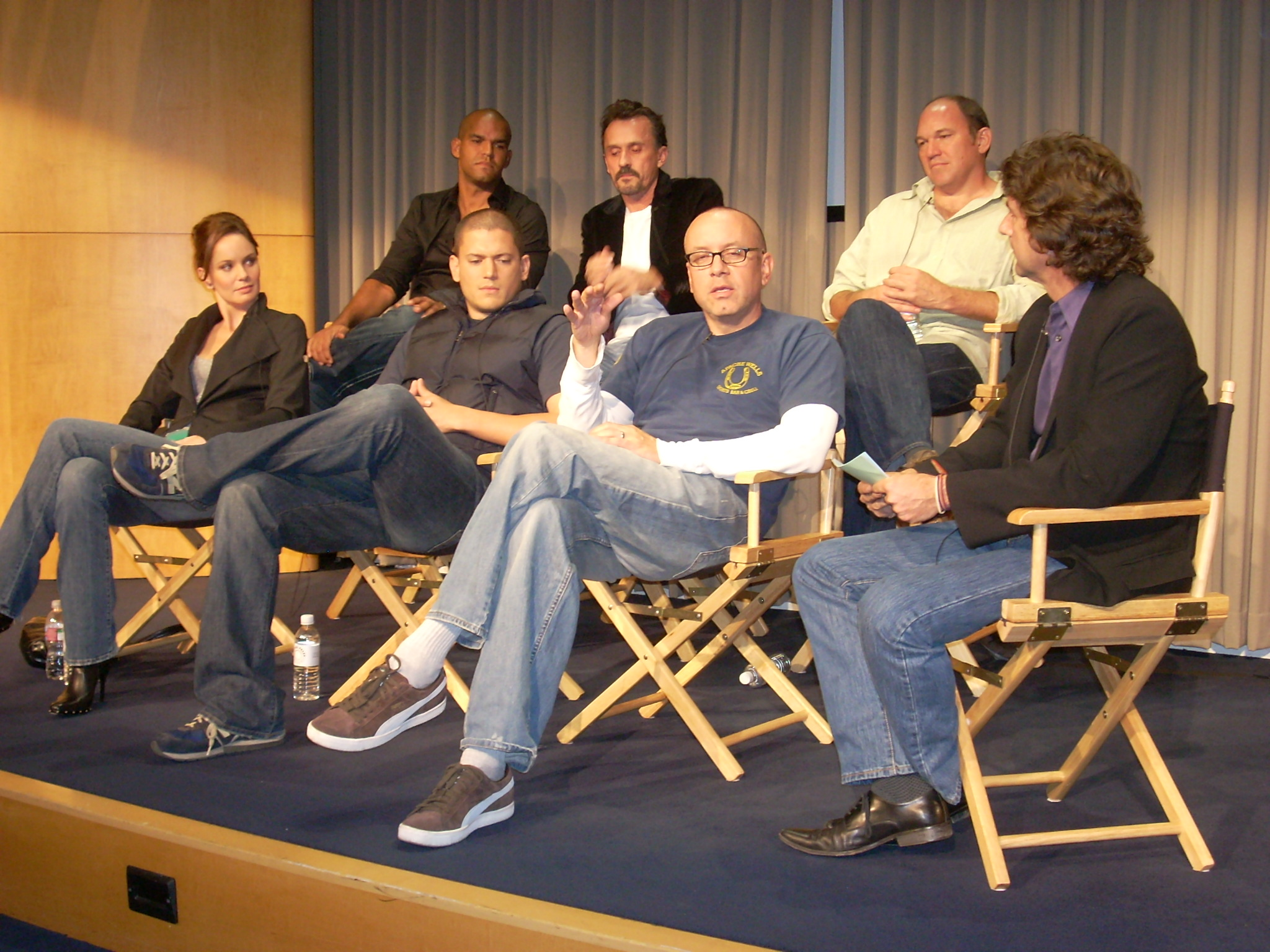
ردیف پشت، از سمت چپ به راست: آمائوری نولاسکو، رابرت نپر، وید ویلیامز ردیف جلو از سمت چپ به راست: سارا وین کالیز، ونتورث میلر و مت اولمستد (سازنده اختصاصی سریال)

- ونتورث میلر در نقش مایکل اسکافیلد (فصل ۱–۵): مایکل برادر لینکلن است و قبل از این که به نجات برادرش بیاید، به عنوان یک مهندس سازه در یک شرکت کار می‌کند. سپس او نقشه‌ای استادانه می‌کشد و برادرش را از زندان بیرون می‌آورَد. مایکل یه نابغه تمام عیار است و هوش زیادش در خیلی از موقعیت‌ها باعث می‌شود افراد از خطر نجات پیدا کنند. مهم‌ترین خصوصیت او اما مهربانی زیادش است. او تا می‌تواند به افراد کمک می‌کند و برایش هم فرقی نمی‌کند با چه کسی طرف است.[۱۰] در مصاحبه‌ای، پل شیورینگ اعلام کرده که برای این نقش از بسیاری آزمون گرفته[۱۱] و یک هفته قبل از شروع تولید، با ونتورث میلر آشنا شده که میلر او را تحت تأثیر قرار داده‌است.[۱۲]
- دومینیک پرسل در نقش لینکلن باروز (فصل ۱–۵): لینکلن برادر مایکل اسکافیلد است که به اتهام قتل برادر معاون رئیس‌جمهور به مرگ محکوم می‌شود، در حالی واقعاً او این کار را انجام نداده‌است. لینکلن بسیار قوی هیکل است. در بسیاری از مواقع مشکلات و موانع به جای ذهن فعال دیگران با زور بازوی لینکلن حل می‌شود.[۱۳] پرسل سه روز قبل از شروع تولید برگزیده شد و آخرین بازیگری بود که به بازیگران اصلی سریال اضافه شد.[۱۱]
- سارا وین کالیز در نقش دکتر سارا تانکردی (فصل ۱–۲ و ۴–۵): او در فصل اول دکتر زندان فاکس ریور است و به مایکل علاقه‌مند می‌شود. در ادامه به مایکل در فرارش از زندان کمک می‌کند و بعد از آن همراه مایکل می‌شود.[۱۴] کالیز نخستین بازیگر انتخاب شده برای این مجموعه بود.
- رابین تونی در نقش ورونیکا داناوان (فصل ۱–۲): ورونیکا دوست دوران کودکی لینکلن و مایکل و معشوقهٔ لینکلن است. او وکیل لینکلن می‌شود و برای اثبات بی‌گناه بودن لینکلن تلاش می‌کند. او یکی از شخصیت‌های اصلی فصل اول این مجموعه است.[۱۵]
- مارشال آلمن در نقش ال جی باروز (فصل ۱–۴): ال جی باروز (مخفف لینکلن جونیور باروز) پسر لینکلن باروز است و به دنبال ماجراهایی که برای پدرش پیش می‌آید، او نیز مجبور می‌شود از دست کسانی که دنبال پدرش هستند، بگریزد.[۱۶]
- آمائوری نولاسکو در نقش فرناندو سوکره (فصل ۱–۵): سوکره و مایکل در زندان فاکس ریور هم‌سلولی هستند و به دنبال، به دوست‌هایی صمیمی برای هم تبدیل می‌شوند. سوکره نیز به همراه مایکل از فاکس ریور فرار می‌کند و انگیزهٔ او برای این فرار، شروع یک زندگی جدید با نامزدش می‌باشد در فصل سوم فرناندو خطاب به مایکل چنین می‌گوید که اگر سارا و ماری کروز نبودند زندگی ما به نحوی دیگر به هم گره می‌خورد و مایکل حرف او را تأیید می‌کند و در قسمت آخر فصل چهارم با بوسیدن قبر مایکل به بینندگان این اجازه را می‌دهد که شدت علاقه او به مایکل با خبر شوند.[۱۷]
- رابرت نپر در نقش تئودور بگول (فصل ۱–۵): تی‌بگ یک منحرف جنسی و قاتلی بی‌رحم است و در هر پنج فصل حضور دارد. او برای رسیدن به هدف خود هر مانعی را از سر راه خود برمی‌دارد.[۱۸]
- پیتر استرمر در نقش جان آبروزی (فصل ۱–۲): او رئیس مافیای شهر شیکاگو و به همین دلیل، در زندان فاکس ریور نفوذ بالایی دارد. او در عوض این که مایکل جای فیبوناچی (شخصی که آبروزی را لو داده) را به او بگوید، برای فرار به مایکل کمک می‌کند و با او نیز از زندان می‌گریزد.[۱۹]
- راکموند دانبار در نقش بنجامین مایلس فرانکلین (فصل ۱–۲ و ۴–۵): او در فاکس ریور به نقشهٔ فرار مایکل پی می‌برد و همراه مایکل از زندان فرار می‌کند.[۲۰]
- وید ویلیامز در نقش براد بلیک (فصل ۱–۴): او در فصل اول رئیس نگهبانان زندان فاکس ریور است، در فصل دوم و بعد از فرار زندانی‌ها از فاکس ریور اخراج می‌شود و او به دنبال فراری‌ها می‌رود. در فصل بعد به همراه مایکل در سونا زندانی می‌شود و در فصل چهارم در پیدا کردن سیلا به مایکل و دوستانش کمک می‌کند و در این راه کشته می‌شود.[۲۱]
- [۱۱]

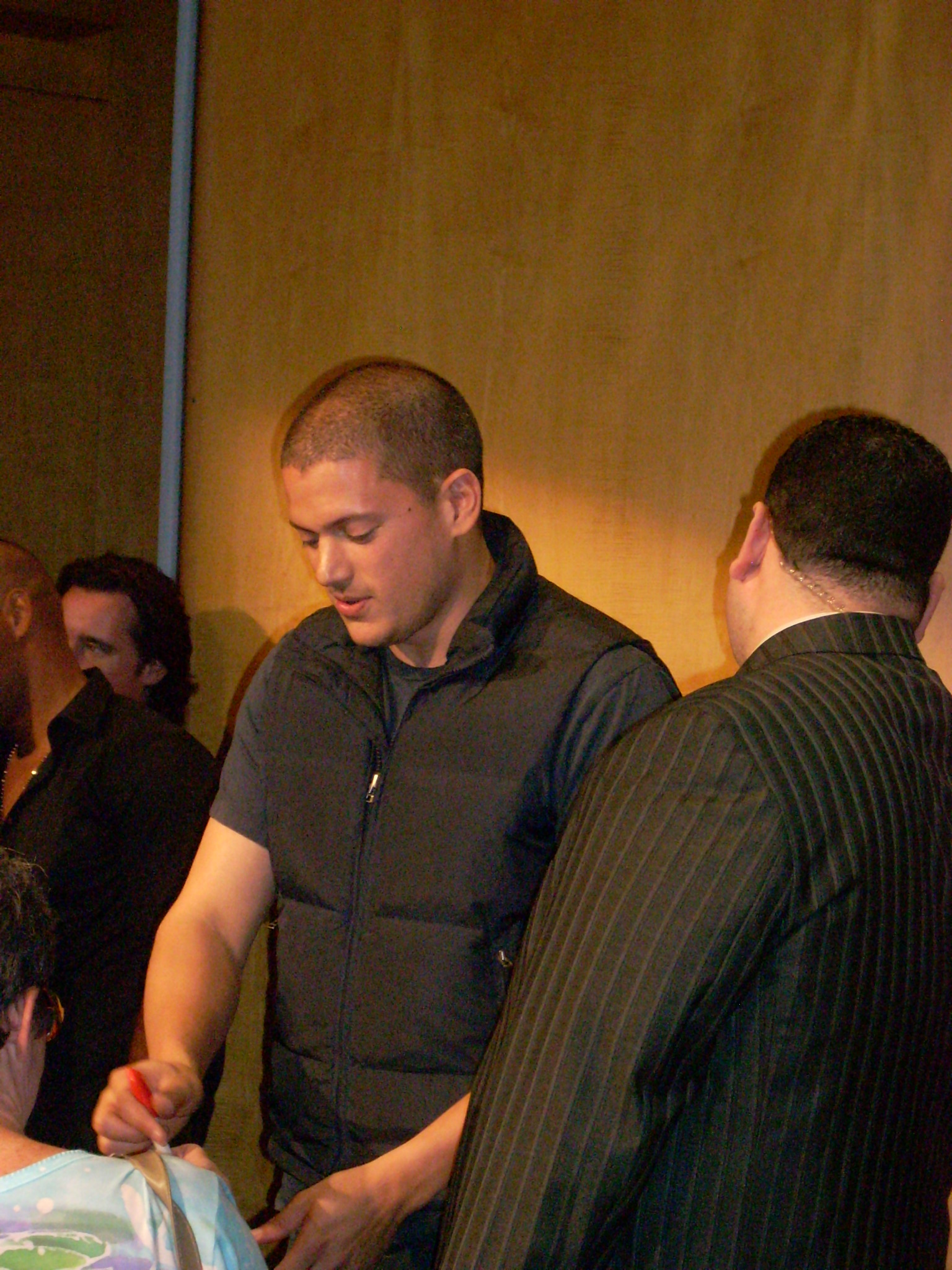
ونتورث میلر در حال امضا دادن به هواداران در بورلی هیلز، کالیفرنیا

- پائول آدلستین در نقش پل کلرمن (فصل ۱–۲ و ۴–۵): او در ابتدا عضو سازمان و کارمند معاون رئیس‌جمهور است؛ ولی در ادامه به مایکل می‌پیوندد و به او کمک می‌کند.[۲۲]
- ویلیام فیچنر در نقش الکساندر ماهون (فصل ۲–۴): او مأمور اف‌بی‌آی است و در فصل دوم معرفی می‌شود. او به دنبال فراری‌هاست. در فصل سوم او به همراه مایکل به زندان سونا می‌افتد و در فصل چهارم به مایکل می‌پیوندد. الکساندر از نظر هوش شباهت بسیار زیادی یه مایکل دارد و بارها او را به دردسر می‌اندازد. جدال او با مایکل در فصل دو یکجورهایی جدال مغزهاست.[۲۳]
- کریس ونس در نقش جیمز ویسلر (فصل ۳–۴): او یکی از اعضای سازمان است و به دلیل قتل پسر شهردار در زندان سونا افتاده‌است. سازمان مایکل را مجبور می‌کند که او را از زندان فراری دهد.[۲۴]
- رابرت ویسدم در نقش لچرو (فصل ۳): زندانی ارشد زندان سونا که می‌خواهد به همراه مایکل از سونا فرار کند، ولی مایکل او را فریب می‌دهد و او را جای می‌گذارد.[۲۵]
- دانای گارسیا در نقش سوفیا لوگو (فصل ۳–۴): او در ابتدا نامزد جیمز ویسلر است، ولی با او به هم می‌زند و در فصل چهارم مشخص می‌شود که او نامزد لینکلن شده‌است.[۲۶]
- جودی لین اویکیف در نقش گرچن مورگان (فصل ۳–۴): او ابتدا با نام سوزان معرفی می‌شود. او یکی از اعضای سازمان است و گرداننده فرار ویسلر از زندان سونا است. او شکنجه‌گر سارا تانکردی بود و سارا با دیدن او به یاد روزهای تلخ زندانی بودنش می افتاد.[۲۷]
- مایکل راپاپورت در نقش دانالد سلف (فصل ۴): عضو سازمان امنیت ملی که به دنبال نابودی سازمان است.در آخر مشخص می شود که او به دلیل انگیزه مالی به دنبال سیلا است.[۲۸]

## تولید

### طرح سریال
ایدهٔ داستان فرار از زندان را تهیه‌کننده‌ای به نام دان پاروز به پل شیورینگ داد. او می‌خواست سریالی اکشن با داستانی بر این مبنا که مردی برای فراری دادن برادرش از زندان، خودش را به زندان می‌اندازد، بسازد. به نظر شیورینگ این ایدهٔ خوبی بود، ولی او فکر کرد که چرا باید کسی برادرش را از زندان فراری بدهد و به این ترتیب داستان محکومیت به ناحق شکل گرفت و شیورینگ کار کردن روی طرح و شخصیت‌های سریال را شروع کرد. او در سال ۲۰۰۳، ایده‌اش را به کمپانی فاکس ارائه داد، ولی فاکس، این ایده را رد کرد. او این ایده را به شبکه‌های دیگر نیز ارائه داد، ولی آن‌ها نیز این طرح را رد کردند، زیرا آن‌ها تصور می‌کردند که این یک ایدهٔ مناسب برای یک فیلم سینمایی است تا یک سریال تلویزیونی. بعداً قرار شد تا فرار از زندان به صورت یک مینی‌سریال ۱۴ قسمتی ساخته بشود، امّا این امر محقق نشد. به دنبال موفقیت سریال‌های لاست و ۲۴، فاکس در سال ۲۰۰۴ تصمیم گرفت تا تولید این سریال را آغاز کند.

### فیلم‌برداری
سه فصل اول این سریال، بیرون از هالیوود فیلم‌برداری شد. بیشتر بخش‌های فصل یک، در اطراف شیکاگو فیلم‌برداری شده‌است. زندان جولیت که در سال ۲۰۰۲ بسته شده بود، به عنوان مکان فیلم‌برداری این سریال برگزیده شد. زندان فاکس ریور در واقع همان زندان جولیت است. دست‌اندرکاران این سریال، برخی از بخش‌های زندان را برای ایجاد فضای بیشتر برای دوربین و بازیگران بازسازی کردند. سکانس‌هایی که خارج از زندان بود نیز در اطراف شیکاگو، ووداستاک و جولیت در ایلینوی فیلم‌برداری شد. قسمت‌هایی از فیلم‌برداری این سریال نیز در فرودگاه بین‌المللی اوهیر شیکاگو و تورنتو انجام شد. فرار از زندان برای ضبط هر قسمت از این سریال در ایلینوی، ۲ میلیون دلار خرج کرد که باعث شد آن‌ها مجموعاً در سال ۲۰۰۵، ۲۴ میلیون دلار هزینه کنند.

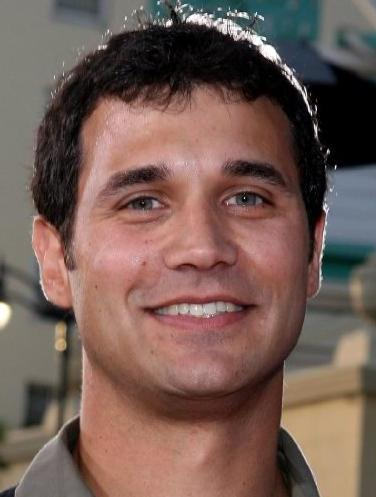
رامین جوادی آهنگساز موسیقی متن فرار از زندان است.

فیلم‌برداری فصل دوم فرار از زندان، از ۱۵ ژوئن ۲۰۰۶ در دالاس، تگزاس شروع شد. موقعیت‌های این فصل در فاصله ۳۰ دقیقه‌ای دالاس و در لیتل الم، دکاتور و مینرال ولز انتخاب شد. از بسیاری از این مکان‌ها به جای شهرهای مختلف در آمریکا استفاده شد. انتظار می‌رفت که فیلم‌برداری در تگزاس ۵۰ میلیون دلار هزینه داشته باشد. برای سه قسمت پایانی فصل دوم از شهر پنساکولای فوریدا به جای پاناما استفاده شد. هر قسمت فصل دوم این سریال ۸ روز زمان و ۱٫۴ میلیون دلار هزینه برد. فصل سوم در دالاس فیلم‌برداری شد و هر قسمت سریال ۳ میلیون دلار خرج برداشت. سکانس‌های مذاکرات لینکلن و گرچن برای فرار از زندان پاناما، در نزدیکی پاناما سیتی فیلم‌برداری شد. موقعیت اصلی فصل چهارم سریال در لس‌آنجلس بود.

### موسیقی
رامین جوادی آهنگساز سریال فرار از زندان است. در ۲۸ اوت سال ۲۰۰۷، ساندترک این سریال منتشر شد. به علاوه جوادی با همکاری فری کورستن، نسخه میکس شده‌ای از موسیقی متن فرار از زندان را در سال ۲۰۰۶ منتشر کرده‌اند.
شبکه تلویزیونی M6 فرانسه به جای تم آغازین اصلی سریال فرار از زندان، ترانه‌ای از یک خواننده رپ به نام فف لاراج (به فرانسوی: Faf Larage) را پخش می‌کند، نام این ترانه «زمانی باقی نمانده» (به فرانسوی: Pas le temps) است.
در آلمان و بلژیک هم ترانه‌ای ساخته شده به وسیله آزاد آزادپور و عادل تعویل و همچنین ترانه‌ای با اجرای لکی، به نام آن سوی رنگین‌کمان (به انگلیسی: Over the Rainbow) پخش می‌شود.

## واکنش‌ها

### نمره‌ها و واکنش منتقدان
| فصل | زمان پخش  | زمان پخش                                        | رتبه | میانگین بیننده‌ها (به میلیون) |
| --- | --------- | ----------------------------------------------- | ---- | ---------------------------- |
| ۱   | ۲۰۰۵–۲۰۰۶ | دوشنبه‌ها ۹:۰۰ شب (۲۰۰۵) دوشنبه‌ها ۸:۰۰ شب (۲۰۰۶) | #۴۵  | ۱۰٫۲                         |
| ۲   | ۲۰۰۶–۲۰۰۷ | دوشنبه‌ها ۸:۰۰ شب                                | #۵۱  | ۹٫۳                          |
| ۳   | ۲۰۰۷–۲۰۰۸ | دوشنبه‌ها ۸:۰۰ شب                                | #۷۳  | ۸٫۲                          |
| ۴   | ۲۰۰۸–۲۰۰۹ | دوشنبه‌ها ۹:۰۰ شب (۲۰۰۸) جمعه‌ها ۸:۰۰ شب (۲۰۰۹)   | #۶۸  | ۶٫۱                          |
| ۵   | ۲۰۱۷      | سه شنبه‌ها ۹:۰۰ شب (۲۰۱۷)                        |      | ۴٫۶                          |

فرار از زندان امتیاز/نمره ۸٫۷ از ۱۰ را در وبگاه بانک اطلاعات اینترنتی فیلم‌ها به دست آورد.

### جوایز و نامزدی‌ها
به دنبال موفقیت ۱۳ قسمت اول این سریال، فرار از زندان در سال ۲۰۰۵، نامزد دریافت جایزه بهترین سریال درام جوایز برگزیده مردم شد و در ژانویه ۲۰۰۶ آن را برد. در شصت و سومین دورهٔ جوایز گلدن گلوب در سال ۲۰۰۶، ونتورث میلر نامزد دریافت جایزه بهترین بازیگر سریال درام مرد و این سریال نامزد دریافت جایزه بهترین سریال درام شد. در سال ۲۰۰۵ هم ونتورث میلر نامزد دریافت جایزه ساترن بهترین بازیگر مرد تلویزیون شد. در سال ۲۰۰۶، موسیقی سریال که توسط رامین جوادی ساخته شده‌است، برنده جایزه موسیقی برجسته جشنواره امی شد. در سال ۲۰۰۶، رابرت نپر نامزد دریافت عنوان بهترین بازیگر مکمل مرد در سری جوایز ماهواره‌ای شد.

### پشت پرده
برای فیلم‌برداری این مجموعه در محل‌های مشخص شده و هزینه استفاده از آن‌ها ۲ میلیون دلار برای هر قسمت خرج شده‌است و تصویر برداری، تدوین، نور پردازی و در مجموع جلوه‌های تصویری و صوتی در خور توجه هستند. بازی‌های حساب شده و آگاهانه بازیگران پرتعداد یا نام‌های آشنا و بزرگ آن‌ها و کارگردانی خوب دلیل تفاوت این مجموعه است. اما عامل مهمی که مجموعه فرار از زندان را به اثری درخور توجه تبدیل کرده‌است، داستان و ظرافت‌های موجود در آن اثر است؛ مواردی مثل این که «مایکل» نقشه زندان را روی تمام بدن خود آن هم به شکل تصویری به‌طور کامل نامربوط خال کوبی کرده‌است، یا رابطه پیچیده‌ای که او با بعضی از زندانیان دارد، پیگیری بعضی از برنامه‌های آن‌ها در خارج از زندان که پیشتر از ورود مایکل به زندان صورت گرفته‌است تا در زمان مناسب از آن‌ها استفاده شود و در نهایت تقطیع نماهای فوق‌العاده موفق و به جایی که از داخل به خارج از زندان یا بالعکس صورت می‌گیرد، از محصور شدن دوربین در چارچوب زندان و افت ریتم اثر و به تبع آن خستگی بیننده جلوگیری می‌کند.